# 春日居温泉
春日居温泉（かすがいおんせん）は、山梨県笛吹市の旧東山梨郡春日居町地域にある温泉である。旧東山梨郡石和町地域にある石和温泉、同じ春日居町内にある日の出温泉と共に石和温泉郷を形成している。

## 泉質
- アルカリ性単純泉（pH9.33[1]）
- 毎分湧出量1000L
- 泉温56.6℃[1]

## 概要
1961年（昭和36年）に石和町地域で温泉が沸いたのを機に春日居町地域でも温泉掘削が始まり、1964年（昭和39年）に湧出し開湯される。現在3箇所の泉脈から温泉が沸き出ており、春日居町内の各温泉宿に供給している。石和温泉と同じアルカリ性単純泉であるが、石和温泉は無臭なのに対し、春日居温泉は弱い硫化水素臭を発するなどの違いがある。

## 温泉街
石和温泉と繋がっているが、石和温泉は近津用水路沿いに温泉宿があるのに対し、春日居温泉は石和温泉を北から東に囲むように位置している。笛吹川の支流の平等川より北西には日の出温泉のみがある。春日居地域には共同浴場が 2 件存在するほか、春日居町駅に足湯が存在する。

## 交通アクセス
石和温泉駅又は春日居町駅｡ただし春日居町は普通のみ停車｡